# Gillermo Faerber
Gillermo Fabrisco Faerber (sinh ngày 15 tháng 4 năm 1992) là một cầu thủ bóng đá người Suriname thi đấu ở vị trí hậu vệ.